# TELFOR
TELFOR ist das regionale EDV- und Telekommunikations- Forum für die Balkanländer. Die Organisation wurde in den 1990er-Jahren gegründet und veranstaltet seither regelmäßige Jahrestagungen, die sich an die Fachleute der Telekommunikation und der Informationstechnik richten. Die Teilnehmer sind großteils Techniker, Ingenieure und Wissenschafter, aber auch Ökonomen, Manager, Juristen und hohe Beamte. Auch viele Studenten, EDV-Operatoren und IT-Dienstleister besuchen die Konferenzen.
Die Tagungen werden im Belgrader Konferenzzentrum Sava Centar nahe der Altstadt abgehalten. Die bereits 18. Jahrestagung TELFOR 2010 fand im November 2010 statt und diskutierte technische Neuerungen und Regelungen, IT-Entwicklungspolitik, ökonomische Themen und Fragen der Produktion und Servicediensten.
TELFOR 2011 wird vom 22. bis 24. November 2011 – wiederum im Sava-Center stattfinden, dem mit etwa 6.000 Plätzen größten Konferenzzentrum der Balkanländer.